# Bare Šumanovića
Bare Šumanovića (cyr. Баре Шумановића) – wieś w Czarnogórze, w gminie Danilovgrad. W 2011 roku liczyła 43 mieszkańców.